# Gorella Gori
Gorella Gori (Roma, 2 febbraio 1900 – Roma, 25 novembre 1963) è stata un'attrice italiana.

## Biografia
Attiva nel cinema italiano fra gli anni trenta e gli anni cinquanta, ha girato circa venticinque film, recitando fra l'altro al fianco di Totò e Alberto Sordi.
Si è avvicinata al cinema in età abbastanza avanzata, dopo una carriera da soubrette del varietà. Debuttò sul grande schermo (non accreditata) a trentasei anni nel ruolo di Concettina nel film Il cappello a tre punte (1934).
La sua carriera inizia all'inizio degli anni venti, quando con il ruolo di stella italiana viene scritturata dalla compagnia delle grandi riviste di Anna Fougez. Ben presto diventa una delle cantanti più importanti del varietà e, dalla seconda metà degli anni venti, incide 78 giri per l'etichetta discografica La voce del padrone. Diventa protagonista delle maggiori audizioni di Piedigrotta napoletane, lanciando canzoni, quali: Core c'aspetta, 'Na luggetella, Vela surrentina, 'O cunto d''a vecchia, Tempo che fu, Malita, Mascherina blu, Paese 'ncantatore e altre.
Il suo maggior successo è stato, senza dubbio, il brano Quanta rose di Libero Bovio e Gaetano Lama, lanciato in occasione della Piedigrotta Bottega dei Quattro 1935. Ha preso parte, come prima donna, a diverse e note compagnie di riviste, quali: Compagnia Molinari del teatro Nuovo di Napoli (1931) con Agostino Salvietti; Compagnia di rivista diretta da Franco Dossena (1932); Compagnia di rivista di Renato Rascel (1935); Compagnia Gill diretta da Armando Gill (1937); Compagnia Lucio Ardenzi-Luciano Tajoli (1941); Compagnia Eugenio Maggi (1942). Nel 1944, debutta nell'operetta, recitando con la compagnia di Laila Serena (La vedova allegra, Il paese dei campanelli, Cin Cin là, La Geisha), dopo alcune esperienze nel teatro di Pulcinella con la Compagnia diretta da Salvatore De Muto. Negli anni cinquanta si dedica al cinema e alla televisione, accantonando il teatro, tranne qualche breve incursione nel 1950 con la compagnia di rivista di Maresa Horn e nel 1954 con la compagnia di prosa di Andreina Pagnani.

## Teatro di rivista
- Qualcuno ha sognato, di Elio Docimo, musiche di Gino Filippini e Ugo Filippini, (1946).

## Filmografia
- Il cappello a tre punte (1936)
- In campagna è caduta una stella (1939)
- Scarpe grosse, regia di Dino Falconi  (1940)
- San Giovanni decollato (1940)
- Notte di fortuna (1941)
- La compagnia della teppa (1941)
- Via delle Cinque Lune, regia di Luigi Chiarini (1942)
- Perdizione (1942)
- La Gorgona (1942)
- La storia di una capinera (1943)
- Il birichino di papà, regia di Raffaello Matarazzo (1943)
- L'avventura di Annabella (1943)
- Campo de' fiori (1943)
- Il cappello da prete (1944)
- Il vento m'ha cantato una canzone (1947)
- Fifa e arena, regia di Mario Mattoli (1948)
- Il nido di falasco (1950)
- È più facile che un cammello..., regia di Luigi Zampa (1950)
- Totò e i re di Roma (1951)
- Santa Lucia luntana..., regia di Aldo Vergano (1951)
- Peppino e Violetta (1951)
- Vacanze romane (1953)
- Guai ai vinti (1954)
- Angela (1954)
- Una pelliccia di visone, regia di Glauco Pellegrini (1956)
- La nonna Sabella, regia di Dino Risi (1957)
- La nipote Sabella, regia di Giorgio Bianchi (1958)